# أحمد ميرفندرسكي
أحمد ميرفندرسكي (1918 - 2 مايو 2004) كان دبلوماسيا إيرانيا وسياسيا. هو أخر من شغل منصب الوزارة الخارجية الإيرانية في عهد الدولة البهلوية.